# Giải bóng đá vô địch liên quận
Giải bóng đá vô địch liên quận hay Inter-District Championship (IDC) là sự kiện quan trọng nhất của Hiệp hội bóng đá Fiji. Các đội bóng đại diện nhiều quận của Fiji tham gia sự kiện thường niên này, ngoại trừ năm 1987 vì có đảo chính quân sự, kể từ khi Hiệp hội thành lập năm 1938. Các đội bóng thi đấu để giành chức vô địch Lloyd Farebrother Trophy danh giá, được tặng bởi Chủ tịch đầu tiên của Hiệp hội Bóng đá Fiji, A.S. Farebrother và Lloyd and Company.
Chỉ có 5 đội (Suva, Rewa, Ba, Levuka và Lautoka), tham gia vào mùa giải IDC đầu tiên tổ chức ở Suva 1938. Từ năm 1938 đến năm 1975, giải đấu diễn ra theo hình thức đấu loại trực tiếp nhưng năm 1976 đã giới thiệu hình thức đá bảng. Từ năm 1985, giải đấu được chia thành hai hạng đấu với sự giới thiệu của giải đấu cấp độ 2 có tên là Premier Division. Năm 1999 tồn tại hạng đấu cấp độ 3 trong một thời gian ngắn.
Với việc Navua giành chức vô địch đầu tiên ở IDC năm 2009, tất cả các câu lạc bộ hiện tại (tính đến tháng 1 năm 2010) ở Super Premium Division đều đã vô địch Lloyd Farebrother Trophy ít nhất một lần.
Lautoka giữ kỉ lục trận đấu có nhiều bàn thắng nhất trong các trận Chung kết IDC khi đánh bại Ba 2 lần, 6 -0 và 7- 0 cũng như Suva một lần với tỷ số 7 - 1.

## Đặc điểm giải đấu
Giải đấu được chia thành 2 hạng đấu. Premier Division (trước đây có 10 đội) hiện tại gồm có 8 đội ở các quận. Các câu lạc bộ hiện tại gồm Ba, Labasa, Lautoka, Nadi, Nadroga, Rewa, Suva, và Tailevu/Naitasiri. Các đội bóng sẽ chia ra hai bảng, mỗi bảng 4 đội và mỗi đội thi đấu với các đội còn lại một lần, thường kéo dài hơn 4 ngày. Một trận thắng được tính 3 điểm, hòa 1 điểm, thua 0 điểm. Hai đội xếp cao nhất mỗi bảng sẽ giành quyền vào bán kết, với hình thức đội đứng nhất bảng này đấu với đội xếp thứ hai bảng kia và ngược lại. Các trận bán kết và chung kết diễn ra cùng ngày.
First Division bao gồm 14 đội. Các đội bóng hiện tại bao gồm Bua, Dreketi, Lami, Nadogo, Nalawa, Nasinu, Navua, Rakiraki, Seaqaqa, Savusavu, Tavua, Tailevu North, Taveuni và Vatukoula. Các đội bóng được chia thành 3 bảng, mỗi bảng 4 đội, mỗi đội thi đấu với các đội còn lại một lần, thường kéo dài hơn 4 ngày. Một trận thắng được tính 3 điểm, hòa 1 điểm, thua 0 điểm. Đội đứng đầu mỗi bảng và đội xếp thứ hai có thành tích tốt nhất sẽ giành quyền vào bán kết. Các trận bán kết và chung kết diễn ra cùng ngày.

## Đội vô địch Giải đấu liên quận
| Năm  | Địa điểm      | Vô địch | Á quân      | Tỉ số                          |
| ---- | ------------- | ------- | ----------- | ------------------------------ |
| 1938 | Suva          | Rewa    | Ba          | 3 - 2                          |
| 1939 | Lautoka       | Rewa    | Suva        | 3 - 2                          |
| 1940 | Rewa          | Suva    | Rewa        | 2 - 1                          |
| 1941 | Ba            | Lautoka | Ba          | 2 - 1                          |
| 1942 | Nadi          | Lautoka | Suva        | 3 - 0                          |
| 1943 | Levuka        | Rewa    | Suva        | 4 - 2                          |
| 1944 | Rakiraki      | Rewa    | Suva        | 2 - 1                          |
| 1945 | Lautoka       | Suva    | Lautoka     | 3 - 1                          |
| 1946 | Rewa          | Suva    | Ba          | 1 - 0                          |
| 1947 | Ba            | Rewa    | Ba          | 4 - 1                          |
| 1948 | Rewa          | Suva    | Rewa        | 4 - 2                          |
| 1949 | Lautoka       | Lautoka | Rewa        | 4 - 2                          |
| 1950 | Rewa          | Lautoka | Nadi        | 3 - 1                          |
| 1951 | Ba            | Suva    | Rakiraki    | 2 - 0                          |
| 1952 | Suva          | Suva    | Nadi        | 2 - 1                          |
| 1953 | Lautoka       | Lautoka | Nadi        | 2 - 1                          |
| 1954 | Rewa          | Suva    | Nadi        | 1 - 0                          |
| 1955 | Ba            | Rewa    | Lautoka     | 3 - 2                          |
| 1956 | Suva          | Suva    | Lautoka     | 3 - 2                          |
| 1957 | Lautoka       | Lautoka | Ba          | 7 - 1                          |
| 1958 | Suva          | Lautoka | Suva        | 2 - 1                          |
| 1959 | Ba            | Lautoka | Ba          | 6 - 0                          |
| 1960 | Rewa          | Suva    | Nadi        | 2 - 1                          |
| 1961 | Nadi          | Ba      | Nadi        | 2 - 1                          |
| 1962 | Lautoka       | Lautoka | Ba          | 7 - 0                          |
| 1963 | Suva          | Ba      | Suva        | 2 - 0                          |
| 1964 | Ba            | Lautoka | Ba          | 6 - 1                          |
| 1965 | Nadi          | Lautoka | Suva        | 2 - 1                          |
| 1966 | Suva          | Ba      | Suva        | 5 - 0                          |
| 1967 | Lautoka       | Ba      | Lautoka     | 1 - 0                          |
| 1968 | Ba            | Ba      | Lautoka     | 3 - 2                          |
| 1969 | Labasa        | Nadi    | Suva        | 1 - 0                          |
| 1970 | Rewa          | Ba      | Suva        | 2 - 1                          |
| 1971 | Nadi          | Nadi    | Suva        | 5 - 4                          |
| 1972 | Suva          | Rewa    | Labasa      | 10 - 9                         |
| 1973 | Lautoka       | Lautoka | Labasa      | 1 - 0                          |
| 1974 | Nadi          | Nadi    | T/Naitasiri | 1 - 0                          |
| 1975 | Labasa        | Ba      | Suva        | 1 - 0                          |
| 1976 | Ba            | Ba      | Rewa        | 2 - 0                          |
| 1977 | Suva          | Ba      | Nadi        | 1 - 0                          |
| 1978 | Lautoka       | Ba      | Labasa      | 7 - 6                          |
| 1979 | T/Naitasiri   | Ba      | Nadl        | 2 - 1                          |
| 1980 | Ba            | Ba      | Nadi        | 1 - 0                          |
| 1981 | Suva          | Suva    | Ba          | 2 - 1                          |
| 1982 | Nadi          | Ba      | Nadi        | default                        |
| 1983 | Suva          | Suva    | Ba          | 1 - 0                          |
| 1984 | Lautoka       | Lautoka | Ba          | 2 - 0                          |
| 1985 | Ba            | Lautoka | Rewa        | 2 - 1                          |
| 1986 | Rewa          | Ba      | Nadroga     | 1 - 0                          |
| 1987 | Not Contested | ---     | ---         | ---                            |
| 1988 | Suva          | Nadroga | Nasinu      | 1 - 0                          |
| 1989 | Lautoka       | Nadroga | Lautoka     | 1 - 0                          |
| 1990 | Suva/Rewa     | Nasinu  | Suva        | 1 - 0                          |
| 1991 | Nadi          | Ba      | Nadroga     | 1 - 0                          |
| 1992 | Rewa          | Labasa  | Nadroga     | 2 - 0                          |
| 1993 | Ba            | Nadroga | Nasinu      | 1 - 0                          |
| 1994 | Suva          | Labasa  | Suva        | 1 - 0                          |
| 1995 | Lautoka       | Tavua   | Nadi        | 2 - 0                          |
| 1996 | Suva          | Ba      | Nasinu      | 3 - 1                          |
| 1997 | Ba            | Ba      | Nadi        | 2 - 0                          |
| 1998 | Suva          | Nadi    | Lautoka     | 2 - 1                          |
| 1999 | Nadi          | Nadi    | Ba          | 1 - 0                          |
| 2000 | Ba            | Ba      | Nadi        | 1 - 0                          |
| 2001 | Suva          | Rewa    | Ba          | 1 - 0                          |
| 2002 | Ba            | Nadi    | Rewa        | 1 - 1                          |
| 2003 | Ba            | Ba      | Nadi        | 1 - 0                          |
| 2004 | Suva          | Ba      | Rewa        | 3 - 0 PK                       |
| 2005 | Lautoka       | Lautoka | Ba          | 2 - 0                          |
| 2006 | Ba            | Ba      | Suva        | 3 - 0                          |
| 2007 | Suva          | Ba      | Nadi        | 2 - 1                          |
| 2008 | Ba            | Lautoka | Ba          | 1 - 0                          |
| 2009 | Nadi          | Navua   | Lautoka     | 2 - 0                          |
| 2010 | Suva          | Rewa    | Lautoka     | 3 - 1                          |
| 2011 | Suva          | Labasa  | Ba          | 1 - 0                          |
| 2012 | Ba            | Suva    | Ba          | Referee Issue - Incorrect call |
| 2013 | Lautoka       | Ba      | Nadi        | 2 - 1 (s.h.p.)                 |
| 2014 | Suva          | Suva    | Nadi        | 1 - 0 (s.h.p.)                 |
| 2015 | Ba            | Ba      | Nadi        | 2 - 0                          |
| 2016 | Suva          | Labasa  | Ba          | 2 - 1                          |
| 2017 | Lautoka       | Lautoka | Ba          | 1 - 1 (h.p.; 5-4 pen.)         |
| 2018 | Suva          | Lautoka | Suva        | 1 - 0                          |

## Tổng hợp các đội Vô địch và Á quân
| Đội bóng               | Số lần Vô địch | Số lần Á quân |
| ---------------------- | -------------- | ------------- |
| Ba F.C.                | 24             | 19            |
| Lautoka F.C.           | 18             | 9             |
| Suva F.C.              | 13             | 16            |
| Rewa F.C.              | 9              | 7             |
| Nadi F.C.              | 6              | 18            |
| Labasa F.C.            | 4              | 3             |
| Nadroga F.C.           | 3              | 3             |
| Nasinu F.C.            | 1              | 3             |
| Tavua F.C.             | 1              | 0             |
| Navua F.C.             | 1              | 0             |
| Tailevu/Naitasiri F.C. | 0              | 1             |
| Rakiraki F.C.          | 0              | 1             |

## Đội vô địch Second Division
| Năm  | Địa điểm  | Vô địch           | Á quân            | Tỉ số | Ghi chú       |
| ---- | --------- | ----------------- | ----------------- | ----- | ------------- |
| 1985 | Ba        | Lami              | Vatukoula         | 3 - 2 | (s.h.p.)      |
| 1986 | Rewa      | -                 | -                 | -     | Không có      |
| 1987 | -         | -                 | -                 | -     | Không tổ chức |
| 1988 | Suva      | -                 | -                 | -     | Không có      |
| 1989 | Lautoka   | -                 | -                 | -     | Không có      |
| 1990 | Suva/Rewa | -                 | -                 | -     | Không có      |
| 1991 | Nadi      | -                 | -                 | -     | Không có      |
| 1992 | Rewa      | -                 | -                 | -     | Không có      |
| 1993 | Ba        | -                 | -                 | -     | Không có      |
| 1994 | Suva      | -                 | -                 | -     | Không có      |
| 1995 | Lautoka   | -                 | -                 | -     | Không có      |
| 1996 | Suva      | -                 | -                 | -     | Không có      |
| 1997 | Ba        | -                 | -                 | -     | Không có      |
| 1998 | Suva      | -                 | -                 | -     | Không có      |
| 1999 | Nadi      | Nadroga           | Rewa              | 2 - 1 | -             |
| 2000 | Ba        | Vatukoula         | Tailevu North     | 1 - 0 | -             |
| 2001 | Suva      | -                 | -                 | -     | Không có      |
| 2002 | Ba        | Savusavu          | Tailevu-Naitasiri | 1 - 0 | -             |
| 2003 | Ba        | Rakiraki          | Tailevu-Naitasiri | 2 - 1 | -             |
| 2004 | Suva      | Rakiraki          | -                 | -     | -             |
| 2005 | Lautoka   | Tailevu-Naitasiri | Seaqaqa           | 2 - 1 | -             |
| 2006 | Ba        | Rakiraki          | Tailevu-Naitasiri | 1 - 0 | -             |
| 2007 | Ba        | Rakiraki          | Tailevu-Naitasiri | 3 - 0 | -             |
| 2008 | ?         | Tailevu-Naitasiri | Tailevu North     | 1 - 0 | -             |
| 2009 | ?         | Dreketi           | Nadogo            | 1 - 0 | -             |
| 2010 | ?         | Tailevu-Naitasiri | Dreketi           | 1 - 0 | -             |
| 2011 | ?         | Lami              | Tailevu-Naitasiri | 3 - 1 | -             |
| 2012 | ?         | Tailevu-Naitasiri | Taveuni           | 2 - 0 | -             |
| 2013 | ?         | Taveuni           | Dreketi           | 1 - 0 | -             |
| 2014 | Suva      | Rakiraki          | Nasinu            | 2 - 1 | -             |
| 2018 | Suva      | Navua             | Nadroga           | 2 - 0 |               |